# 4768 Hartley
4768 Hartley је астероид главног астероидног појаса. Приближан пречник астероида је 36,63 ,
а средња удаљеност астероида од Сунца износи 3,179 астрономских јединица (АЈ).
Инклинација (нагиб) орбите у односу на раван еклиптике је 20,055 степени, а орбитални период износи 2070,485 дана (5,668 година). Ексцентрицитет орбите астероида износи 0,233.
Апсолутна магнитуда астероида износи 11,30 а геометријски албедо 0,039.
Астероид је откривен 11. августа 1988. године.